# Brzustów (przystanek kolejowy)
Brzustów – przystanek kolejowy w Brzustowie, w województwie łódzkim, w Polsce.

## Połączenia
- Drzewica
- Łódź Fabryczna
- Radom Główny

## Ruch pasażerski
| Rok  | Wymiana pasażerska na dobę |
| ---- | -------------------------- |
| 2017 | –                          |
| 2022 | 20-49                      |